# Лог'я
Лог'я (фін. Lohja) — місто та муніципалітет у Фінляндії, в провінції Уусімаа, в регіоні Південна Фінляндія. Згідно статистики 2023 року населення складало 45 654 осіб, займає площу 441,19 км², з яких 91,78 км² акваторія. Щільність населення 113,76 осіб/км². Населення двомовне, переважає фінська, шведська — мова меншин.

## Історичні відомості
Лог'я є центром заселення та торгівлі на сході провінції Уусімаа з початку XIV століття, у середньовіччі Лог'я була відома як торговий центр. Місцеве населення першим на території Фінляндії почало розвиток гірничої промисловості, також має давні традиції садівництва. Це відбито в геральдиці сучасної Лог'ї: вапняк та яблуко.
З 2024 р. є побратимом Калуша.

## Географічне розташування
Лог'я розташована поблизу Великого Гельсінкі і має розвинуту мережу автомобільних доріг. У центральній частині Лог'ї лютеранська церква св. Лаврентія, з внутрішніми розписами 1510 року.
Муніципалітет був об'єднаний з містом у 1997 році. На початку 2009 приєднано муніципалітет Самматті.

## Економіка
У місті розташований головний офіс великої деревообробної компанії Valon Kone.